# Movimento antitabagismo
O Movimento antitabagismo é um movimento que se opõe ao fumo, congregando diversas organizações que geralmente visam a proteção da saúde pública e os direitos dos não fumadores de evitar o fumo do tabaco. O movimento antitabagismo moderno é organizado por diversas ONGs, ativistas sociais e de saúde pública.

## História da oposição ao fumo
O tabagismo sofreu uma oposição precoce, baseado mais no desgosto das pessoas que circundavam os fumantes, do que realmente em motivos de saúde, visto que os estudos universitários e medicinais comprovando que o cigarro é danoso à saúde só apareceram 400 anos depois, no século XX.
O curto papado de 13 dias de Urbano VII incluiu a primeira proibição de fumar em público, em 1590. O papa ameaçou excomungar quem "fumar tabaco no pórtico ou no interior de uma igreja, quer o tabaco seja mascado, fumado em um cachimbo, ou, em pó, cheirado pelo nariz".
Logo seguida, algumas cidades europeias adotaram a proibição ao fumo. Entre elas o Ducado da Alta Saxônia, a Baviera e algumas cidades na Áustria, logo no final dos anos 1600. Com o decorrer do tempo, outras cidades seguiram-se: foi proibido fumar em Berlim em 1723, em Conisberga em 1742, e em Estetino em 1744. Estas proibições foram todas revogadas nas Revoluções de 1848.
A primeira proibição antitabagista nacional da era moderna foi a do movimento antitabagismo na Alemanha nazista, imposta pelo Partido Nazista em todas as universidades, correios, hospitais militares e escritórios do Partido Nazista na Alemanha. Esta proibição foi feita sob os auspícios do Instituto de Pesquisa do Perigos do Tabaco, criado em 1941 sob ordens de Adolf Hitler e gerido por Karl Astel. Grandes campanhas antitabagistas foram realizadas pelos nazistas até o fim do regime, em 1945. Enquanto na época do pós-guerra e da Guerra Fria a Alemanha Ocidental começou a ser a favor do tabagismo deliberado, durante essa época e o movimento antitabagista ficou associado ao nazismo, visto que só foi comprovado que cigarro faz mal à saúde a partir de um estudo britânico de 1952 realizado pelo médico Richard Doll, no qual foi mostrada a correlação entre o cigarro e a ocorrência aumentada de casos de câncer de pulmão.

## Antitabagismo moderno
As mais proeminentes organizações antitabagismo da atualidade incluem as entidades norte-americanas Ação sobre Fumo e Saúde (ou Action on Smoking and Health) e Ação no Espaço Aéreo sobre Fumo e Saúde ou (Airspace Action on Smoking and Health)  e a organização canadense Conselho Canadense para o Controle do Tabaco.  No Brasil as campanhas antitabagistas são coordenadas pela Agência Nacional de Vigilância Sanitária.

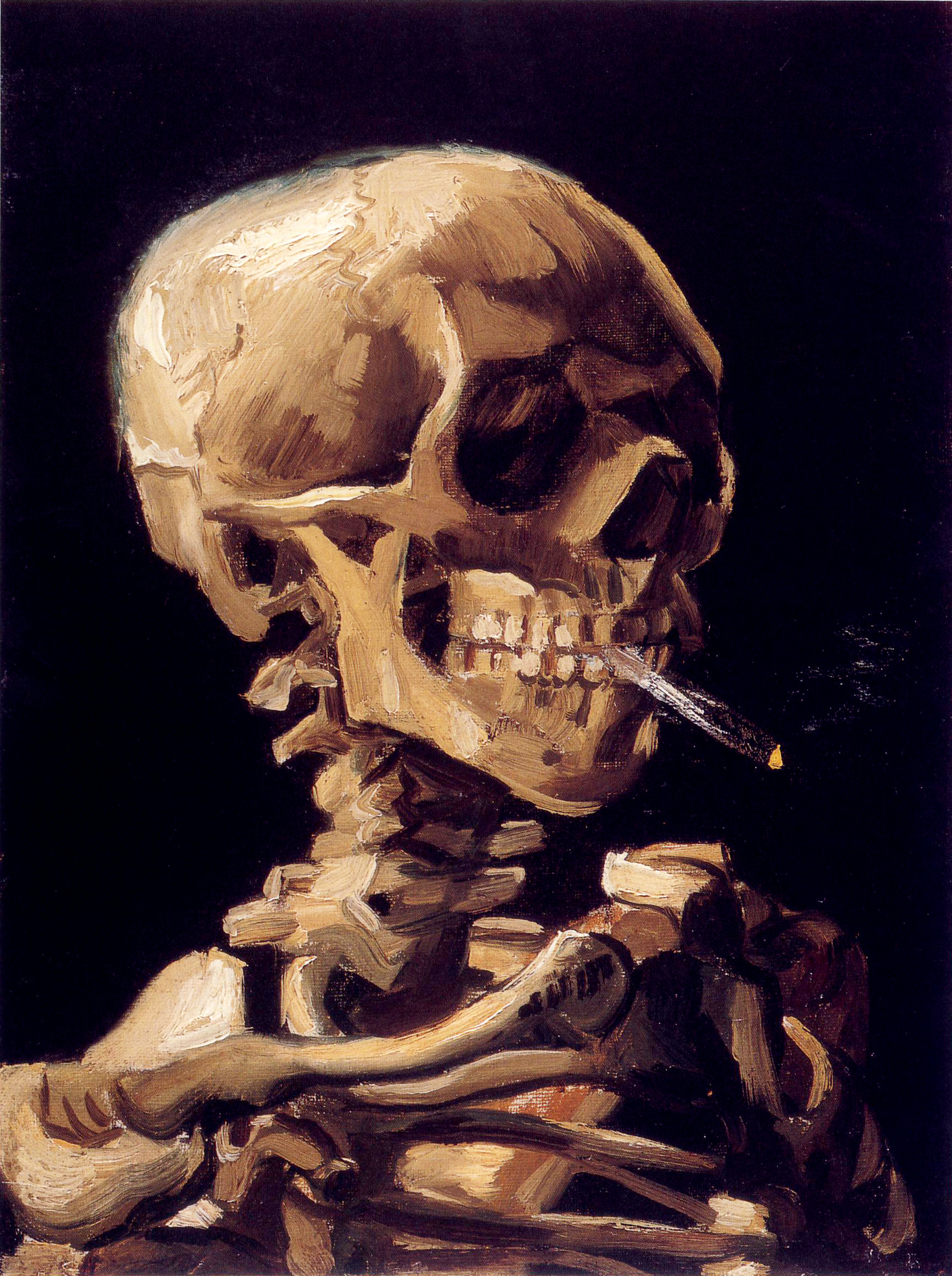
Caveira com Cigarro Aceso, obra do pintor holandês Vincent van Gogh.

Existem duas grandes vertentes de argumentação no movimento antitabagismo:
- Em primeiro lugar, que fumar é prejudicial e ofensivo aos não-fumantes, e que eles não têm de ser expostos aos "gases residuais e detritos" dos fumantes;
- Em segundo lugar, que fumar é prejudicial à saúde dos fumante, e que, portanto:
  - Crianças e adolescentes deveriam ser impedidos de começar a fumar
  - Fumantes devem ser motivados para deixar de fumar para sua própria proteção

O fator decisivo para o sucesso dos movimentos modernos antitabagistas foi o reconhecimento que o tabagismo é tanto viciante quanto nocivo para a saúde, Isto tem reposicionado o antitabagismo na opinião pública e também desafiado o consenso social anterior de que fumar era um hábito inofensivo e até mesmo benéfico. Em particular, a consciência dos riscos à saúde do fumo passivo deslocou o debate do direito dos fumantes para os direitos dos não fumantes.
Depois de décadas do tabagismo ser visto como um comportamento normal, e apesar de seu suporte ao fumo por parte da indústria do tabaco, o movimento antitabagismo tem conseguido aumentar lentamente seu sucesso em vários países, com numerosas leis que proíbem fumar em espaços públicos fechados, assim como o apoio governamental em alguns países para campanhas antitabaco, como parte de suas iniciativas de saúde pública, além de restrições a sua publicidade a favor do fumo.
A nível mundial existe a Convenção Quadro para Controle do Tabaco, criada em 2006 é uma iniciativa da Organização Mundial da Saúde, buscando um compromisso internacional pela adoção de medidas de restrição ao consumo de cigarros e outros produtos derivados do tabaco. O governo tailandês desde 1966 proibiu o comércio de cigarros.

## No Brasil
No Brasil, o antitabagismo é uma das bandeiras de saúde pública do governo, que é o principal ator do movimento. É proibido fumar (ou utilizar qualquer produto de fumo) em todos os recintos coletivos, privados ou públicos, a não ser em áreas especialmente destinadas a fumantes, devidamente isolada e com arejamento conveniente. É proibida a propaganda de artigos de fumo em rádio, televisão e outros meios de comunicação, sendo permitida somente no interior dos locais de venda, através de cartazes, que não sugiram o uso exagerado ou induzam o consumo através da sugestão de efeitos calmantes, imagens de maior sexualidade dos usuários ou associação do produto a práticas esportivas. Todo o produto de fumo deve conter frases de advertência. Além disso são proibidos a venda de fumo por via postal, a distribuição de amostra ou brinde; a propaganda pela internet; promoções em estabelecimentos de ensino ou em locais públicos;  patrocínio de atividade cultural ou esportiva; venda em estabelecimentos de ensino e de saúde; venda a menores de dezoito anos. Um dos pilares e o aumento do preço do cigarro porem tal medida está provocando um aumento na pirataria, cigarros produzidos no Paraguai são vendidos livres de impostos através da prática de contrabando. No congresso nacional, existe a Frente Parlamentar de Combate ao Uso do Cigarro.

## Oposição ao antitabagismo
Uma série de organizações se opõem ao movimento antitabagismo, geralmente por motivos libertários. A mais proeminente destas organizações é a inglesa FLOREST, (abreviatura de Freedom Organisation for the Right to Enjoy Smoking Tobacco, ou Organização Livre pelo Direito pelo Prazer de Fumar Tabaco), que é financiada principalmente pela indústria do fumo.